# 夜床服务

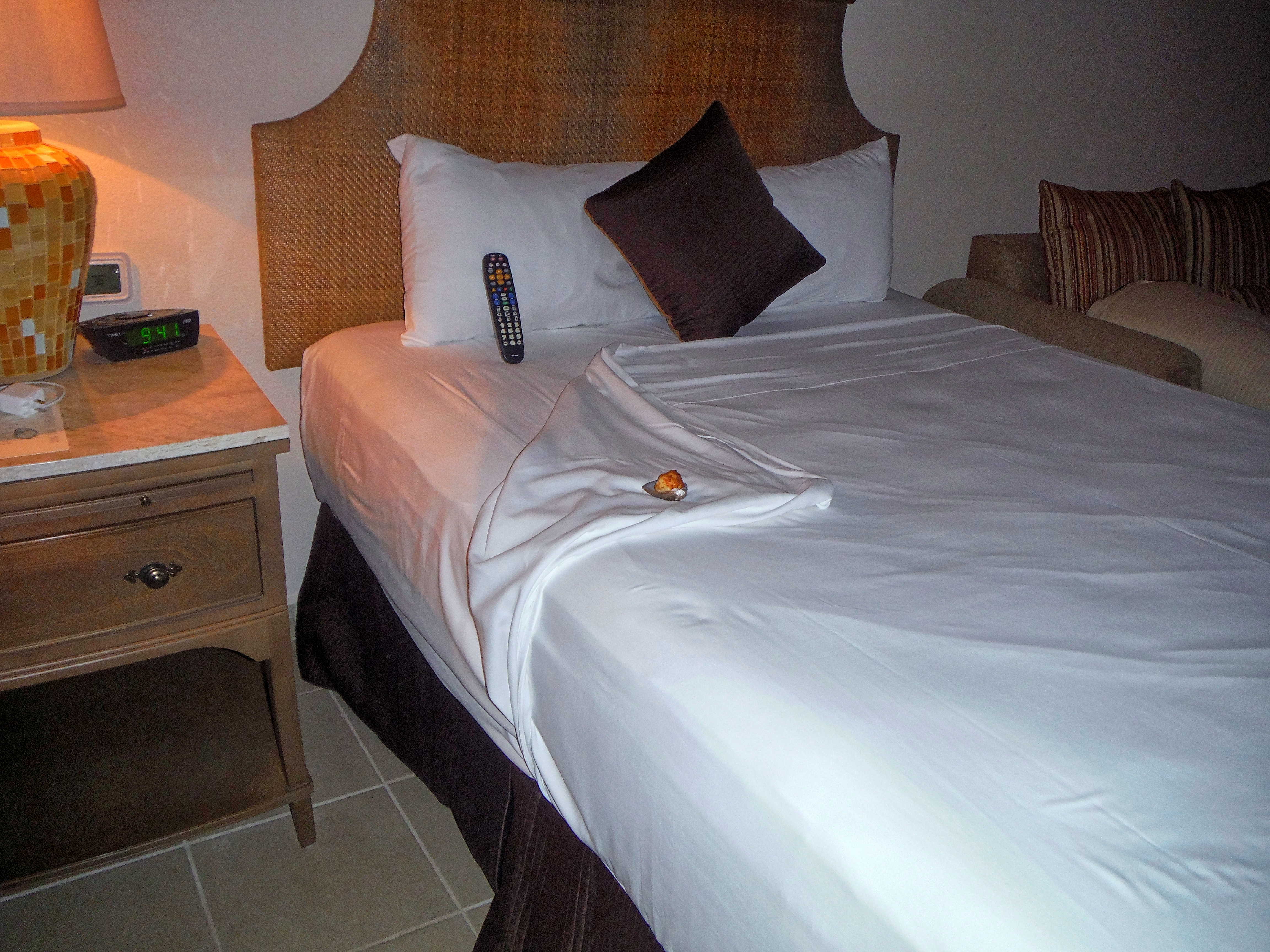
开夜床服务

在酒店业，夜床服务（开夜床）是指酒店员工将宾客床的床上用品翻开，以备宾客睡眠使用的行为。 在开过夜床的枕头上，一般会放置一些甜点，例如巧克力或薄荷糖。
一些酒店还会提供更精致的夜床服务，例如为孩子提供睡前故事，为年轻夫妇提供鸡尾酒等。